# Атлетико Тукуман
«Атле́тико Тукума́н» (полное название — исп. Club Atlético Tucumán, — аргентинский футбольный клуб из города Сан-Мигель-де-Тукуман, административного центра провинции Тукуман.

## История
«Атлетико Тукуман» был основан 27 сентября 1902 года и является одним из старейших клубов Аргентины. Был участником элитного дивизиона Аргентины в 1973—1981 годах, а также в сезоне 1984. Лучшее выступление команды пришлось на 1979 год, когда «Атлетико Тукуман» достиг полуфинала турнира Насьональ.
В последние годы команда выступала на третьем уровне в структуре лиг Аргентины. В сезоне 2007/08 «Атлетико Тукуман» финишировал первым в Торнео Архентино A (одна из двух лиг третьего дивизиона) и классифицировался в Примеру B Насьональ на следующий сезон. В текущем сезоне 2008/09 команда уверенно заняла первое место в дивизионе и обеспечила себе прямую путёвку в элитарный аргентинский дивизион — Примеру. Однако команда не сумела закрепиться в элите и с 2010 года вновь играет в Примере B.
По итогам 2015 года «Атлетико Тукуман» стал чемпионом Примеры B Насьональ и вернулся в Примеру.
Самым главным соперником для «Атлетико Тукумана» является другая команда из того же города, «Сан-Мартин».

## Достижения
- Обладатель Кубка чемпионов Республики (1): 1959
- Финалист Кубка Аргентины (1): 2016/17
- Победитель Примеры B Насьональ (2): 2008/09, 2015
- Победитель Торнео Архентино A (третий по уровню дивизион) (1): 2007/08